# عمو سام‌شیک
عمو سام‌شیک (انگلیسی: Uncle Samsik; کره‌ای: 삼식이 삼촌) یک مجموعه تلویزیونی محصول کره جنوبی به نویسندگی و کارگردانی شین یون شیک و با بازی سونگ کانگ هو، بیون یو هان، لی کیو هیونگ و جین کی جو است. این اولین مجموعه تلویزیونی برای بازیگر سونگ کانگ هو از آغاز حرفه‌اش است. عمو سام‌شیک از ۱۵ مه تا ۱۹ ژوئن ۲۰۲۴ به صورت جهانی از دیزنی پلاس و در ایالات متحده آمریکا از هولو منتشر شد.